# غزوه تبوک

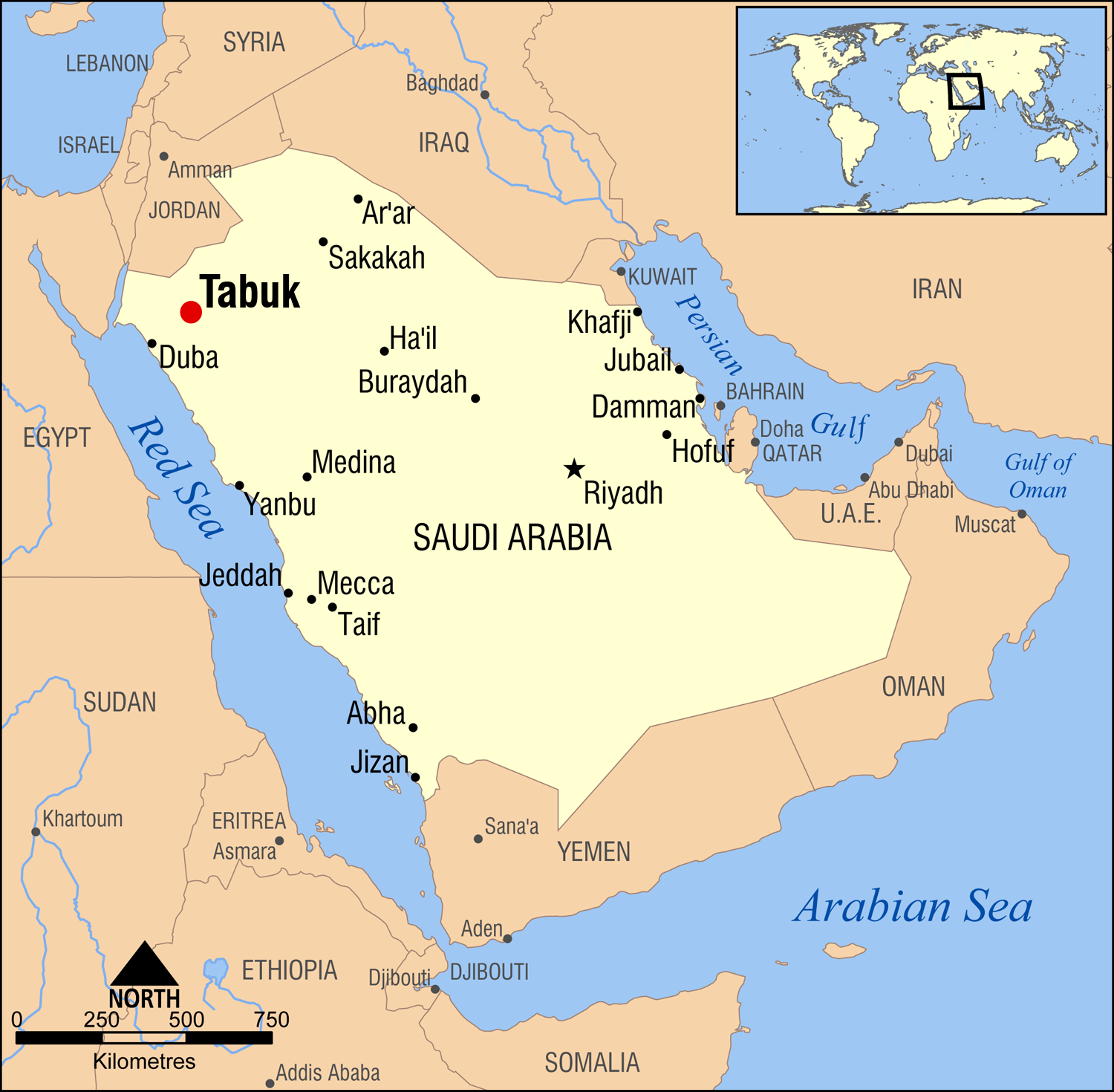
موقعیت منطقه تبوک در نقشه امروزین سرزمین عربستان

غزوه تبوک، اردوکشی نظامی است که در ماه رجب سال ۹ هجری (۶۳۰ میلادی) توسط محمد آغاز شد. محمد لشکری به بزرگی ۳۰ هزار نفر را به منطقه تبوک در شمال غربی عربستان سعودی کنونی و در نزدیکی خلیج عقبه، رهبری کرد. غزوه تبوک، بزرگ‌ترین و آخرین اردوکشی نظامی محمد بود.

## مقدمات
تبوک نام قلعه‌ای در نوار مرزی حجاز و شام بود و بدین سبب آن منطقه با این خوانده می‌شد.
روم شرقی در آن هنگام هم‌مرز با حجاز بود و پیشرفت سریع اسلام را خطرناک می‌دید و سپاه قدرتمندی نزدیک به ۴۰٬۰۰۰ نفر در مرز «حجاز» آماده کرد. محمد از این رویداد باخبر شد و بی‌درنگ فرمان آماده‌باش داد. ۳۰٬۰۰۰ نفر شامل ۱۰٬۰۰۰ سواره و ۲۰٬۰۰۰ پیاده آماده شدند. این لشکر به سبب مشکلات زیادش از جمله وجود قحطی در مدینه، کمبود آذوقه و مسیر طولانی و بادهای سوزان و طوفان‌های کشنده شن و نبود مرکب کافی به «جیش العسرة» (لشکر مشکلات) معروف شد. در آغاز ماه شعبان سال نهم هجرت به سرزمین تبوک رسید.
به دلیل سختی های این سفر جنگی و مشکلاتی که به همراه می داشت محمد از توانگران مدینه برای کمک رسانی به سپاه بسیار درخواست نمود که عثمان بن عفان از آن جمله کسانی بود که کمک های بسیاری کرد.
براساس منابع تاریخی محمد در این نبرد محمد بن مسلمه را جانشین خود در مدینه انتخاب کرد و پس از دیدار محمد و علی و گفتن حدیث منزلت توسط محمد، علی بن ابی‌طالب را در مدینه به جانشینی خود گذاشت.

## عدم همراهی علی
پس از حرکت محمد و سپاهش، در شهر شایع شد که محمد نسبت به علی بی مهر شده و با وی قهر کرده، بدین سبب او را با خود نبرده‌است. علی خود را به سپاه اسلام رساند و موضوع شایعه را به اطلاع محمد رساند. در منابع اسلامی آمده که محمد پاسخی داد که بعدها به نام حدیث منزلت معروف شد: أنتَ مِنّی بِمَنزلةِ هارونَ مِنْ مُوسی، اِلّاأنه لانَبیّ بَعدی؛ تو نسبت به من به‌منزله هارون نسبت به موسی هستی جز این‌که بعد از من پیامبری نخواهد بود. البته این حدیث در برخی موارد دیگر غیر از جنگ تبوک نیز گزارش شده است. موسی وقتی به میقات رفت، برادرش هارون را در جای خود گذاشت، ماندن تو در مدینه برای آنست. وَقَالَ مُوسَیٰ لِأَخِیهِ هَارُونَ اخْلُفْنِی فِی قَوْمِی وَأَصْلِحْ وَلَا تَتَّبِعْ سَبِیلَ الْمُفْسِدِینَ؛ و موسی به برادر خود هارون گفت: تو اکنون جانشین من در قوم من باش و راه صلاح پیش گیر و پیرو راه اهل فساد مباش.

## اردوکشی
پس از استقرار در تبوک، محمد آماده رویارویی با سپاه روم شرقی شد. پس از بیست روز دیده‌بانی در منطقه و ایجاد شماری پیمان و اتحاد با روسای قبایل محلی، بدون دریافت نشانه ای از حضور لشکر بیزانس، محمد تصمیم به بازگشت به مدینه گرفت. به این صورت، میان سپاه محمد و بیزانس در تبوک جنگی اتفاق نیفتاد، به اعتقاد دایرةالمعارف آکسفورد جهان اسلام، «این نمایش قدرت، نمایانگر قصد محمد در به چالش کشیدن سلطه بیزانسیان بر قسمت شمالی مسیر تجاری مکه تا سوریه است».